# Christian Kist
Christian Kist (* 21. April 1986 in Mariënberg, Hardenberg) ist ein niederländischer Dartspieler.
Im Januar 2012 wurde er Weltmeister der British Darts Organisation (BDO), er gewann im Finale mit 7:5 gegen Tony O’Shea. Seit 2014 spielt er bei der Professional Darts Corporation.
Sein Spitzname The Lipstick bezieht sich auf seinen geöffneten Mund während seiner Würfe.

## Karriere

### 2009–2012: Raketenstart zum WM-Titel
Kist spielt seit 2009 professionell Darts. Er begann wie die meisten Spieler damit, die Turniere der British Darts Organisation und der World Darts Federation zu spielen. Sein erstes Profiturnier waren die Didam Open im August 2009, bei den er jedoch kein Spiel gewinnen konnte. Daraufhin konzentrierte sich Kist im Jahr 2010 vorerst auf die Turniere des  Nederlandse Darts Board, wo er im April 2010 einen Titel erringen konnte. Seinen ersten Profititel gewann Kist ein Jahr später beim Spring Cup. Im September nahm er am Qualifier für die BDO World Darts Championship 2012 teil und qualifizierte sich nach sieben überstandenen Runden für seine erste Weltmeisterschaft.
Auf sich aufmerksam machen konnte Kist bereits vorher, als er beim World Masters das Achtelfinale erreichte. Seine erste Teilnahme beim Zuiderduin Masters endete nach zwei Niederlagen bereits in der Gruppenphase.
Die BDO World Darts Championship 2012 begann für Kist mit einem knappen Sieg nach 3:2 in Sätzen über Jan Dekker. Im Achtelfinale konnte Kist dann mit 4:2 den Belgier Geert De Vos schlagen. Den im Viertelfinale wartenden Alan Norris fertigte Kist dann mit einem klaren 5:1 ab. Gegen Ted Hankey, immerhin zweimaliger BDO-Weltmeister, wurde es dafür umso schwerer. Beim Stand von 5:4 für Hankey hatte dieser bereits einen Matchdart aufs Bullseye, bevor Kist sich zurück kämpfen und mit 2 Sätzen infolge das Match für sich entscheiden konnte. Das Finale bestritt Kist dann gegen den damaligen World-Masters-Finalisten Tony O’Shea, gegen den er mit einem 7:5-Sieg bei seiner ersten WM-Teilnahme direkt Darts-Weltmeister wurde. Wie alle Halbfinalisten erhielt Kist daraufhin das Angebot einer PDC Tour Card, lehnte jedoch ab.

### 2012–2014: die letzten Jahre bei der BDO
Beim WDF Europe Cup im November gewann Kist sowohl im Doppel mit Jan Dekker, als auch mit dem Niederländischen Team den Titel und verlor das Einzelfinale gegen Gary Stone.
Als BDO-Weltmeister war Kist für den Grand Slam of Darts 2012 qualifiziert. Nach zwei Siegen in der Gruppenphase unter anderem gegen Raymond van Barneveld qualifizierte sich Kist für die K.-o.-Runde. Das Achtelfinale gewann er knapp gegen Wes Newton mit 10:9, im Viertelfinale kam es jedoch zur Neuauflage des Matches gegen van Barneveld, gegen den er dieses Mal mit 10:16 den Kürzeren zog. Beim Zuiderduin Masters 2012 gelang ihm Kist erneut keinen Sieg.
Die BDO World Darts Championship 2013 endete für Kist bereits in der ersten Runde mit einer 1:3-Niederlage gegen Robbie Green. Im darauffolgenden Jahr kam Kist nur bei zwei BDO-Turnieren ins Viertelfinale. Beim Grand Slam of Darts 2013 für den Kist dank seines WM-Titels noch ein weiteres Jahr qualifiziert war, schied er als Gruppendritter aus.
Seine letzte BDO-Weltmeisterschaft spielte Kist im Januar 2014. Er konnte sich zwar in der Vorrunde gegen Hiroaki Shimizu durchsetzen, verlor jedoch sein Erstrundenmatch gegen James Wilson.

### 2014–2017: Etablierung bei der PDC
Zwei Wochen nach seinem frühen WM-Aus nahm Kist an der PDC Qualifying School teil. Dabei gelang es ihm sich über die Q-School Order of Merit eine Tour Card für die kommenden zwei Jahre zu sichern.
Über den Dutch Qualifier qualifizierte sich Kist für sein erstes European-Tour-Event, die Dutch Darts Masters, wo er nach einem Sieg über Mensur Suljović gegen Kevin Painter ausschied. Nach guten Ergebnissen bei den UK Open Qualifiers 2014 spielte Kist erstmals die UK Open, wo er bis ins Achtelfinale einzog.
Auf der PDC Pro Tour 2014 erreichte Kist dreimal das Viertelfinale und einmal das Halbfinale, in dem er erst vom späteren Turniersieger Gary Anderson gestoppt wurde. Dadurch qualifizierte er sich für die European Darts Championship 2014, bei der er in der ersten Runde gegen Mervyn King verlor.
2014 nahm Kist ein letztes Mal als ehemaliger BDO-Weltmeister am Grand Slam of Darts teil. Er überstand die Gruppenphase nach zwei Siegen, schied jedoch im Achtelfinale gegen Michael Smith aus. Bei den Players Championship Finals 2014 verlor Kist sein Erstrundenmatch gegen den späteren Turniersieger Gary Anderson.
Über die PDC Pro Tour Order of Merit qualifizierte sich Kist für die PDC World Darts Championship 2015, musste sich jedoch in der ersten Runde mit 1:3 in Sätzen gegen Jan Dekker geschlagen geben.
Bei der PDC Pro Tour 2015 kam Kist erneut einmal ins Halbfinale. Er qualifizierte sich erneut für die European Darts Championship und schied wieder in der ersten Runde aus, diesmal gegen Rowby-John Rodriguez. Erneut qualifizierte sich Kist über die Pro Tour Order of Merit für di PDC-Weltmeisterschaft, wo er erstmals ein Spiel gewinnen konnte. In Runde 1 schlug er den gesetzten Justin Pipe mit 3:0 in Sätzen, in der zweiten Runde war jedoch nach einem 1:4 gegen Dave Chisnall Schluss.
2016 qualifizierte sich Kist erstmals wieder nicht für die UK Open. Auf der PDC Pro Tour 2016 erreichte er zweimal das Viertelfinale. Bei den darauffolgenden Players Championship Finals 2016 kam Kist dann nach Siegen über Ricky Evans, Dimitri Van den Bergh und Justin Pipe ins Viertelfinale, das er gegen Darren Webster mit 6:10 verlor. Bei der anschließenden PDC-Weltmeisterschaft verlor Kist dann jedoch wieder mit 1:3 in Sätzen gegen Brendan Dolan.
Das Jahr 2017 begann für Kist dann jedoch wieder mit einer erfolgreichen Qualifikation für die UK Open. Unter anderem warf er beim letzten UK Open Qualifier ein Nine dart finish. Bei den UK Open selbst verlor Kist allerdings sein erstes Spiel gegen Dirk van Duijvenbode. Nach konstanten Ergebnissen auf der PDC Pro Tour 2017, besonders hervorgerufen durch regelmäßige Teilnahmen an den European-Tour-Events, schaffte Kist erstmals die Qualifikation für das World Matchplay, wo er in der ersten Runde mit 7:10 gegen Gary Anderson ausschied.

### Seit 2017: Ausbleiben der Erfolge bis zum Verlust der Tour Card
Bei den Dutch Darts Masters 2017 kam Kist erstmals in ein Achtelfinale auf der European Tour. Auch der World Grand Prix endete für Kist mit einem Aus in der ersten Runde, ebenso wie die European Darts Championship und die Players Championship Finals.
Bei der PDC World Darts Championship 2018 kam es ebenfalls zu keinem Sieg für Kist. Er verlor mit 1:3 in Sätzen gegen Michael van Gerwen.
Die PDC Pro Tour 2018 war die bis dahin Schwächste von Kist. Nicht einmal kam er auch nur ins Achtelfinale und qualifizierte sich nur einmal für ein European-Tour-Event, die Dutch Darts Masters 2018, wo er in der ersten Runde gegen Kyle Anderson ausschied. Folglich qualifizierte sich Kist auch erstmals für kein Major-Turnier der PDC. Erst bei den UK Open 2019 gab es wieder ein Erfolgserlebnis für Kist, als er in seinem ersten Spiel gegen Andy Boulton gewann, bevor er knapp mit 9:10 gegen Nathan Aspinall verlor. Auf der PDC Pro Tour 2019 konnte Kist dann allerdings wieder keine größeren Erfolge verbuchen. Ein Viertelfinale und keine European-Tour-Teilnahme reichten für Kist weder für die WM-Qualifikation noch für den Erhalt der Tour Card. Diese konnte er sich weder bei der PDC Qualifying School 2020 noch bei der PDC Qualifying School 2021 zurückholen. Am 2. Juli 2021 spielte er bei der PDC Challenge Tour gegen den Deutschen Steven Noster ein Nine dart finish. Beim 12. Turnier der Challenge Tour erreichte er außerdem das Halbfinale, was für Platz 15 in der Challenge Tour Order of Merit ausreichte. Außerdem rückte Kist einige Male für die Players Championships 2021 auf.
2022 ging Kist erneut bei der Q-School an den Start. Trotz Teilnahme an der Final Stage gewann er auch dieses Mal keine Tour Card.
Anfang Dezember 2022 nahm Kist am WDF World Masters teil. Er spielte sich dabei bis unter die letzten 32, wo er jedoch mit 2:5 Antony Allen unterlag. Auf der Challenge Tour 2022 gewann Kist ein Turnier und spielte sich somit auf Platz 9 der Challenge Tour Order of Merit. Da die drei Erstplatzierten bereits auf anderem Wege eine Tour Card erhalten hatten, durfte Kist bei der Q-School 2023 direkt in der Final Stage starten. In dieser erspielte er sich dann aber nur einen Punkt für die Rangliste und holte sich die Tour Card somit nicht zurück. Daraufhin gewann Kist das Challenge-Tour-Turnier Nummer zwei im Finale gegen Scott Mitchell  und erreichte später im Verlauf der Tour noch zwei weitere Finale. Er durfte damit auch bei insgesamt 19 Players Championships als Nachrücker agieren und spielte sich bei einem, dem Players Championship 22 ins Finale, welches er mit 7:8 knapp gegen Danny Noppert verlor. Beim darauffolgenden Players Championship Nummer 23 stand Kist außerdem im Halbfinale.
Bei den Dutch Open gewannen er und Michael Stoeten das Doppelturnier, indem sie gegen Jelle Klaasen und Chris Landman mit 5:4 siegten.
Aufgrund seiner guten Leistungen auf der Pro Tour spielte Kist die Players Championship Finals 2023 Ende November als Setzlistenposition Nummer 42 mit. Er verlor dabei jedoch sein erstes Spiel mit 1:6 gegen Ricardo Pietreczko. Bei seinem WM-Comeback bei der PDC-Weltmeisterschaft 2024 musste er sich in der ersten Runde mit 0:3 dem späteren Vizeweltmeister Luke Littler geschlagen geben.
Bei der Q-School 2024 griff Kist aufgrund guter Leistungen auf der Challenge Tour erst in der Final Stage ein. Am ersten Tage spielte er sich dabei bis ins Halbfinale, was jedoch sein einziger Erfolg blieb. Mit drei Punkten für die Rangliste blieb Kist erneut ohne Tour Card.
In seiner Erstrundenpartie der PDC World Darts Championship 2025 unterlag er dem Letten Madars Razma mit 1:3 in Sätzen. Im fünften Leg des ersten Satzes gelang ihm jedoch der erste Neundarter des Turniers. Da der Erstplatzierte der PDC Challenge Tour 2024, Connor Scutt, durch seine Top-64-Platzierung in der PDC Order of Merit die Tour Card zurückgewinnen konnte, genügte für Kist der dritte Platz in der Rangliste der Challenge Tour 2024, um die Tour Card zurückzuerlangen.

## Weltmeisterschaftsresultate

### BDO
- 2012: Sieger (7:5-Sieg gegen  Tony O’Shea)
- 2013: 1. Runde (1:3-Niederlage gegen  Robbie Green)
- 2014: 1. Runde (1:3-Niederlage gegen  James Wilson)

### PDC
- 2015: 1. Runde (1:3-Niederlage gegen  Jelle Klaasen)
- 2016: 2. Runde (0:3-Niederlage gegen  Dave Chisnall)
- 2017: 1. Runde (1:3-Niederlage gegen  Brendan Dolan)
- 2018: 1. Runde (1:3-Niederlage gegen  Michael van Gerwen)
- 2024: 1. Runde (0:3-Niederlage gegen  Luke Littler)
- 2025: 1. Runde (1:3-Niederlage gegen  Madars Razma)

## Turnierergebnisse
| Turnier                                    | 2011                | 2012                | 2013                | 2014                           | 2015                           | 2016                           | 2017                           | 2018                           | 2019                           | ......                         | 2022                           | 2023                           | 2024                           | 2025                           |
| ------------------------------------------ | ------------------- | ------------------- | ------------------- | ------------------------------ | ------------------------------ | ------------------------------ | ------------------------------ | ------------------------------ | ------------------------------ | ------------------------------ | ------------------------------ | ------------------------------ | ------------------------------ | ------------------------------ |
| BDO-Major-Turniere                         |                     |                     |                     |                                |                                |                                |                                |                                |                                |                                |                                |                                |                                |                                |
| Weltmeisterschaft                          | n/t                 | S                   | 1R                  | 1R                             | nicht teilgenommen             | nicht teilgenommen             | nicht teilgenommen             | nicht teilgenommen             | nicht teilgenommen             | nicht teilgenommen             | Verband insolvent              | Verband insolvent              | Verband insolvent              | Verband insolvent              |
| World Masters                              | AF                  | 4R                  | 3R                  | nicht teilgenommen             | nicht teilgenommen             | nicht teilgenommen             | nicht teilgenommen             | nicht teilgenommen             | nicht teilgenommen             | n/a                            | Verband insolvent              | Verband insolvent              | Verband insolvent              | Verband insolvent              |
| WDF-Platin-/Major-Turniere                 |                     |                     |                     |                                |                                |                                |                                |                                |                                |                                |                                |                                |                                |                                |
| Dutch Open                                 | kein Platin-Turnier | kein Platin-Turnier | kein Platin-Turnier | kein Platin-Turnier            | kein Platin-Turnier            | kein Platin-Turnier            | kein Platin-Turnier            | kein Platin-Turnier            | kein Platin-Turnier            | unbekannt                      | unbekannt                      | unbekannt                      | VF                             | n/t                            |
| WDF Europe Cup                             | n/a                 | F                   | n/a                 | n/t                            | n/a                            | n/t                            | n/a                            | n/t                            | n/a                            | n/a                            | n/t                            | n/a                            | n/t                            | n/a                            |
| World Masters                              | nicht ausgetragen   | nicht ausgetragen   | nicht ausgetragen   | nicht ausgetragen              | nicht ausgetragen              | nicht ausgetragen              | nicht ausgetragen              | nicht ausgetragen              | nicht ausgetragen              | nicht ausgetragen              | 4R                             | n/a                            | n/t                            | n/t                            |
| Finder Masters                             | GP                  | GP                  | n/q                 | n/q                            | nicht teilgenommen             | nicht teilgenommen             | nicht teilgenommen             | nicht teilgenommen             | nicht ausgetragen              | nicht ausgetragen              | nicht ausgetragen              | nicht ausgetragen              | nicht ausgetragen              | nicht ausgetragen              |
| PDC-Ranking-Turniere                       |                     |                     |                     |                                |                                |                                |                                |                                |                                |                                |                                |                                |                                |                                |
| Weltmeisterschaft                          | nicht teilgenommen  | nicht teilgenommen  | nicht teilgenommen  | nicht teilgenommen             | 1R                             | 2R                             | 1R                             | 1R                             | nicht qualifiziert             | nicht qualifiziert             | nicht qualifiziert             | nicht qualifiziert             | 1R                             | 1R                             |
| World Masters                              | nicht ausgetragen   | nicht ausgetragen   | nicht ausgetragen   | nicht ausgetragen              | nicht ausgetragen              | nicht ausgetragen              | nicht ausgetragen              | nicht ausgetragen              | nicht ausgetragen              | nicht ausgetragen              | nicht ausgetragen              | nicht ausgetragen              | nicht ausgetragen              | VR                             |
| UK Open                                    | n/t                 | n/t                 | n/t                 | AF                             | 3R                             | n/q                            | 3R                             | n/q                            | 4R                             | nicht qualifiziert             | nicht qualifiziert             | nicht qualifiziert             | 1R                             | 5R                             |
| World Matchplay                            | n/t                 | n/t                 | n/t                 | nicht qualifiziert             | nicht qualifiziert             | nicht qualifiziert             | 1R                             | nicht qualifiziert             | nicht qualifiziert             | nicht qualifiziert             | nicht qualifiziert             | nicht qualifiziert             | nicht qualifiziert             | nicht qualifiziert             |
| World Grand Prix                           | n/t                 | n/t                 | n/t                 | nicht qualifiziert             | nicht qualifiziert             | nicht qualifiziert             | 1R                             | nicht qualifiziert             | nicht qualifiziert             | nicht qualifiziert             | nicht qualifiziert             | nicht qualifiziert             | nicht qualifiziert             |                                |
| European Championship                      | n/t                 | n/t                 | n/t                 | 1R                             | 1R                             | n/q                            | 1R                             | nicht qualifiziert             | nicht qualifiziert             | nicht qualifiziert             | nicht qualifiziert             | nicht qualifiziert             | nicht qualifiziert             |                                |
| Players Championship Finals                | n/t                 | n/t                 | n/t                 | 1R                             | n/q                            | VF                             | 1R                             | nicht qualifiziert             | nicht qualifiziert             | nicht qualifiziert             | nicht qualifiziert             | 1R                             | n/q                            |                                |
| PDC-Turniere ohne Einfluss auf das Ranking |                     |                     |                     |                                |                                |                                |                                |                                |                                |                                |                                |                                |                                |                                |
| Grand Slam of Darts                        | n/q                 | VF                  | GP                  | AF                             | Ranking-Turnier                | Ranking-Turnier                | Ranking-Turnier                | Ranking-Turnier                | Ranking-Turnier                | Ranking-Turnier                | Ranking-Turnier                | Ranking-Turnier                | Ranking-Turnier                | Ranking-Turnier                |
| Karrierestatistiken                        |                     |                     |                     |                                |                                |                                |                                |                                |                                |                                |                                |                                |                                |                                |
| Jahresendplatzierung                       | ?                   | 55                  | 27                  | 46                             | 39                             | 38                             | 35                             | 48                             | 78                             | 146                            | 202                            | 91                             | 102                            |                                |
| Verband                                    | BDO                 | BDO                 | BDO                 | Professional Darts Corporation | Professional Darts Corporation | Professional Darts Corporation | Professional Darts Corporation | Professional Darts Corporation | Professional Darts Corporation | Professional Darts Corporation | Professional Darts Corporation | Professional Darts Corporation | Professional Darts Corporation | Professional Darts Corporation |

| Legende zu den Turnierergebnissen | Legende zu den Turnierergebnissen | Legende zu den Turnierergebnissen | Legende zu den Turnierergebnissen | Legende zu den Turnierergebnissen | Legende zu den Turnierergebnissen | Legende zu den Turnierergebnissen | Legende zu den Turnierergebnissen | Legende zu den Turnierergebnissen | Legende zu den Turnierergebnissen |
| --------------------------------- | --------------------------------- | --------------------------------- | --------------------------------- | --------------------------------- | --------------------------------- | --------------------------------- | --------------------------------- | --------------------------------- | --------------------------------- |
| n/t                               | nicht teilgenommen                | n/q                               | nicht qualifiziert                | n/a                               | nicht ausgetragen                 | #R                                | Aus in jeweiliger Runde           | GP                                | Aus in der Gruppenphase           |
| AF                                | Achtelfinalist                    | VF                                | Viertelfinalist                   | HF                                | Halbfinalist                      | F                                 | Turnierfinalist                   | S                                 | Turniersieger                     |

## Titel

### BDO
- Majors
  - BDO World Darts Championship: (1) 2012

### PDC
- Secondary Tour Events
  - PDC Challenge Tour
    - PDC Challenge Tour 2022: 19
    - PDC Challenge Tour 2023: 2
    - PDC Challenge Tour 2024: 11, 12, 20

### Andere
- 2010: NDB Ranking Leek
- 2014: Open Kremer